# Кинофестиваль в Жерармере 1997 года
IV Международный фестиваль фантастических фильмов в Жерармере 1997 года (Festival de Gerardmer – Fantastic’Arts 4eme edition) проходил в департаменте Вогезы (Франция) с 29 января по 2 февраля 1997 года
1997

## Жюри
- Кен Рассел – президент
- Наташа Хенстридж
- Лаура Моранте
- Мими Мати
- Аньес Сорал
- Жак Дофман
- Ёити Комацудзава
- Жак Лансманн
- Джон Малкович
- Хулио Рибера
- Анджей Жулавский

## Лауреаты
- Гран-при – «Крик» (Scream), США, 1996, режиссёр Уэс Крэйвен

- Приз жюри – «Через мой труп» (Nur über meine Leiche), ФРГ, 1995, режиссёр Райнер Мацутани

- Приз критики – «Через мой труп» (Nur über meine Leiche), ФРГ, 1995, режиссёр Райнер Мацутани

- Приз зрительских симпатий  – «Крик» (Scream), США, 1996, режиссёр Уэс Крэйвен

- Специальное упоминание жюри– «Призрак в доспехах» (Kôkaku kidôtai aka Ghost in the Shell), анимационный фильм, Япония, 1995, режиссёр Мамору Осии
- Гран-при  Видео Фантастика – «Дантист» (Dentist),США, 1995, режиссёр Брайан Юзна